# Lysekil (comuna)
Lysekil (em sueco: Lysekils kommun;  ouça a pronúncia) é uma comuna da Suécia localizada no condado da Västra Götaland. Sua capital é a cidade de Lysekil. Possui 208 quilômetros quadrados e segundo censo de 2018, havia 14 611. É uma comuna costeira, situada na margem do estreito de Escagerraque, entre os fiordes Åby e Gullmarn.

## Património turístico
Alguns pontos turísticos mais procurados atualmente são:
- Havets Hus - Aquário em Lysekil
- Gamlestan (cidade antiga, com ruas e becos estreitos)
- Fiorde Gullmarn - ”Fiorde de degrau”